# Liste des volcans d'Allemagne
Cet article recense les volcans d'Allemagne. 

## Liste
| Nom              | Altitude | Dernière éruption         | Massif      | Coordonnées                  |
| ---------------- | -------- | ------------------------- | ----------- | ---------------------------- |
| Burgberg         | 401      | ?                         | Eifel       | 50° 41′ 42″ N, 6° 26′ 33″ E  |
| Duppacher Weiher | 600      | 7050 av. J.-C. ± 1000 ans | Eifel       | 50° 10′ N, 6° 51′ E          |
| Hohe Acht        | 747      | ?                         | Eifel       | 50° 23′ 09″ N, 7° 00′ 40″ E  |
| Hohe Eifel       | 678      | 8000 av. J.-C.            | Eifel       | 50° 20′ 49″ N, 6° 57′ 11″ E  |
| Lac de Laach     | 275      | 10930 av. J.-C.           | Eifel       | 50° 15′ N, 7° 10′ E          |
| Eifel occidental | 600      | 7050 av. J.-C. ± 1000 ans | Eifel       | 50° 10′ N, 6° 51′ E          |
| Hohenfriedingen  | 545      | ?                         | Hegau       | 47° 47′ 04″ N, 8° 53′ 15″ E  |
| Hohenhewen       | 846      | ?                         | Hegau       | 47° 50′ 09″ N, 8° 44′ 52″ E  |
| Hohenkrähen      | 644      | ?                         | Hegau       | 47° 47′ 56″ N, 8° 49′ 14″ E  |
| Hohenstoffeln    | 844      | ?                         | Hegau       | 47° 47′ 44″ N, 8° 45′ 02″ E  |
| Hohentwiel       | 690      | 8 millions d'années       | Hegau       | 47° 45′ 53″ N, 8° 49′ 08″ E  |
| Mägdeberg        | 664      | ?                         | Hegau       | 47° 48′ 19″ N, 8° 47′ 51″ E  |
| Totenkopf        | 557      | ?                         | Kaiserstuhl | 48° 04′ N, 7° 24′ E          |
| Ellenbogen       | 814      | ?                         | Rhön        | 50° 34′ 22″ N, 10° 05′ 00″ E |
| Feuerberg        | 832      | ?                         | Rhön        | ?                            |
| Heidelstein      | 913      | ?                         | Rhön        | 50° 27′ N, 10° 00′ E         |
| Kreuzberg        | 928      | ?                         | Rhön        | 50° 22′ 15″ N, 9° 58′ 06″ E  |
| Milseburg        | 835      | ?                         | Rhön        | 50° 32′ 42″ N, 9° 53′ 53″ E  |
| Schwabenhimmel   | 926      | ?                         | Rhön        | 50° 28′ N, 10° 00′ E         |
| Wasserkuppe      | 950      | ?                         | Rhön        | 50° 29′ 53″ N, 9° 56′ 16″ E  |
| Hoherodskopf     | 763      | ?                         | Vogelsberg  | 50° 31′ N, 9° 14′ E          |
| Taufstein        | 773      | ?                         | Vogelsberg  | 50° 31′ N, 9° 14′ E          |